# إيرل غاريسون
إيرل غاريسون هو سياسي أمريكي، ولد في 24 أبريل 1941 في موسكوجي في الولايات المتحدة. نشط حزبياً في الحزب الديمقراطي. وقد انتخب عضو مجلس ولاية أوكلاهوما ‏.